# (34751) 2001 QO100
2001 QO100 (asteroide 34751) é um asteroide da cintura principal. Possui uma excentricidade de 0.17469260 e uma inclinação de 24.29199º.
Este asteroide foi descoberto no dia 22 de agosto de 2001 por NEAT em Haleakala.